# Pedro de Alcántara Fernández de Córdoba y Moncada
Pedro de Alcántara Fernández de Córdoba y Moncada (Madrid, 10 de novembre de 1730-24 de novembre de 1789) va ser un noble castellà, XII duc de Medinaceli. Fill del duc Luis Antonio Fernández de Córdoba y Spínola i de Maria Teresa de Montcada y Benavides, marquesa d'Aitona. Va ser Adelantado major i Notari major d'Andalusia, adelantado major de Castella, gran Conestable d'Aragó, agutzil major de la ciutat de Sevilla i les seves terres, alcalde dels Donzells, de la Casa de Campo y Sol de Madrid, del Palau Reial i de les Cavallerisses Reials, dels Reials Alcàssers, Palau i Ribera de Valladolid, del castell i fortalesa de Burgos i de la Reial Casa de la Moneda de la ciutat, Escrivà major dels Hijosdalgo de la Reial Cancelleria de Valladolid, majordom major de Carles III d'Espanya, i llur gentilhome de cambra.

## Descendència
El 1747 es va casar amb María Francisca Gonzaga y Caracciolo, amb qui va tenir tres fills:
- Luis María (1749-1806)
- Domingo María (1754-1757)
- María Petronila de Alcántara (1756-1760)

El duc va enviudar el 1757 i es va casar en segones núpcies amb María Petronila de Alcántara Pimentel y Cernesio, amb qui va tenir sis fills:
- María Dominga (1763)
- Manuel Antonio (1764-1805)
- María Simona (1768-1770)
- María Soledad (1768-?)
- Antonio María (1769-1845)
- Luis Francisco (1771-1834)